# Ганнон (лунный кратер)
Кратер Ганнон (лат. Hanno) —крупный ударный кратер в юго-восточной части видимой стороны Луны. Название присвоено в честь карфагенского морехода V века до н. э. Ганнона и утверждено Международным астрономическим союзом в 1935 г.

## Описание кратера
Ближайшими соседями кратера являются кратер Брисбен на севере; кратер Лио на северо-востоке; кратер Джинс на востоке; кратер Петров на юго-востоке; кратер Гилл на юге-юго-востоке и кратер Понтекулан на юго-западе. Селенографические координаты центра кратера 56°28′ ю. ш. 71°23′ в. д. / 56,46° ю. ш. 71,38° в. д., диаметр 59,5 км, глубина 3,32 км.
За время своего существования кратер значительно разрушен, вал кратера перекрыт множеством кратеров различного размера. Кратер в северной части вала образовал выемку на его внутреннем склоне. Средняя высота вала кратера над окружающей местностью 1180 м, объем кратера составляет приблизительно 2600 км³. Дно кратера сравнительно ровное, испещрено множеством маленьких кратеров.

## Сателлитные кратеры

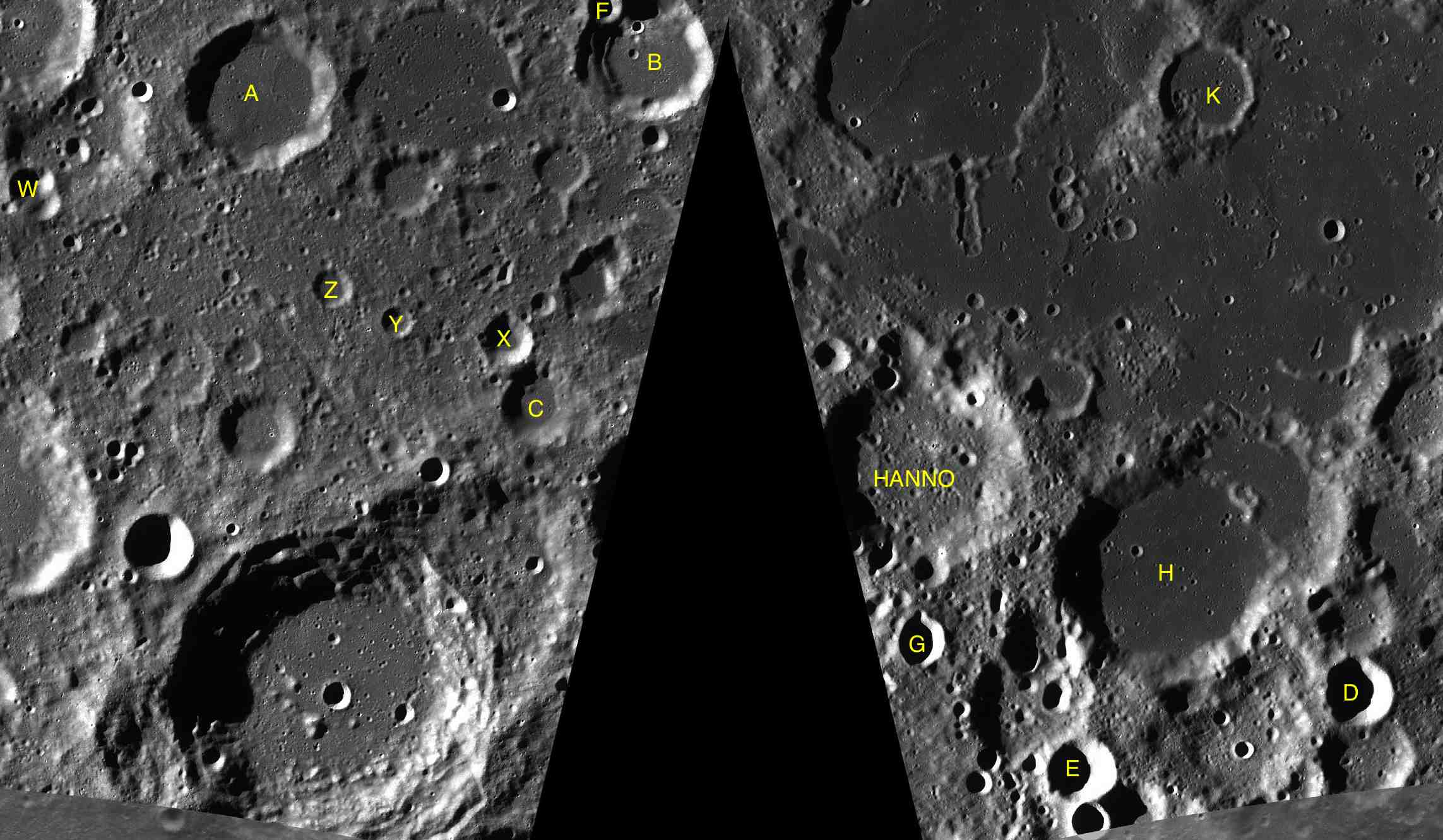
Фрагменты карт LAC-128, LAC-129.

| Ганнон | Координаты                                            | Диаметр, км |
| ------ | ----------------------------------------------------- | ----------- |
| A      | 53°36′ ю. ш. 63°28′ в. д. / 53,6° ю. ш. 63,47° в. д.  | 40,5        |
| B      | 52°39′ ю. ш. 68°57′ в. д. / 52,65° ю. ш. 68,95° в. д. | 36,0        |
| C      | 55°52′ ю. ш. 68°32′ в. д. / 55,86° ю. ш. 68,54° в. д. | 22,4        |
| D      | 59°06′ ю. ш. 78°02′ в. д. / 59,1° ю. ш. 78,03° в. д.  | 18,3        |
| E      | 59°26′ ю. ш. 73°02′ в. д. / 59,43° ю. ш. 73,04° в. д. | 17,7        |
| F      | 52°18′ ю. ш. 68°13′ в. д. / 52,3° ю. ш. 68,22° в. д.  | 9,4         |
| G      | 58°00′ ю. ш. 70°46′ в. д. / 58° ю. ш. 70,77° в. д.    | 12,9        |
| H      | 57°50′ ю. ш. 74°58′ в. д. / 57,84° ю. ш. 74,96° в. д. | 57,7        |
| K      | 53°37′ ю. ш. 76°44′ в. д. / 53,62° ю. ш. 76,74° в. д. | 25,3        |
| W      | 54°40′ ю. ш. 60°08′ в. д. / 54,67° ю. ш. 60,13° в. д. | 13,2        |
| X      | 55°22′ ю. ш. 67°49′ в. д. / 55,37° ю. ш. 67,81° в. д. | 13,7        |
| Y      | 55°23′ ю. ш. 66°04′ в. д. / 55,39° ю. ш. 66,06° в. д. | 8,4         |
| Z      | 55°11′ ю. ш. 64°58′ в. д. / 55,18° ю. ш. 64,97° в. д. | 11,2        |